# Krater Lochnagar

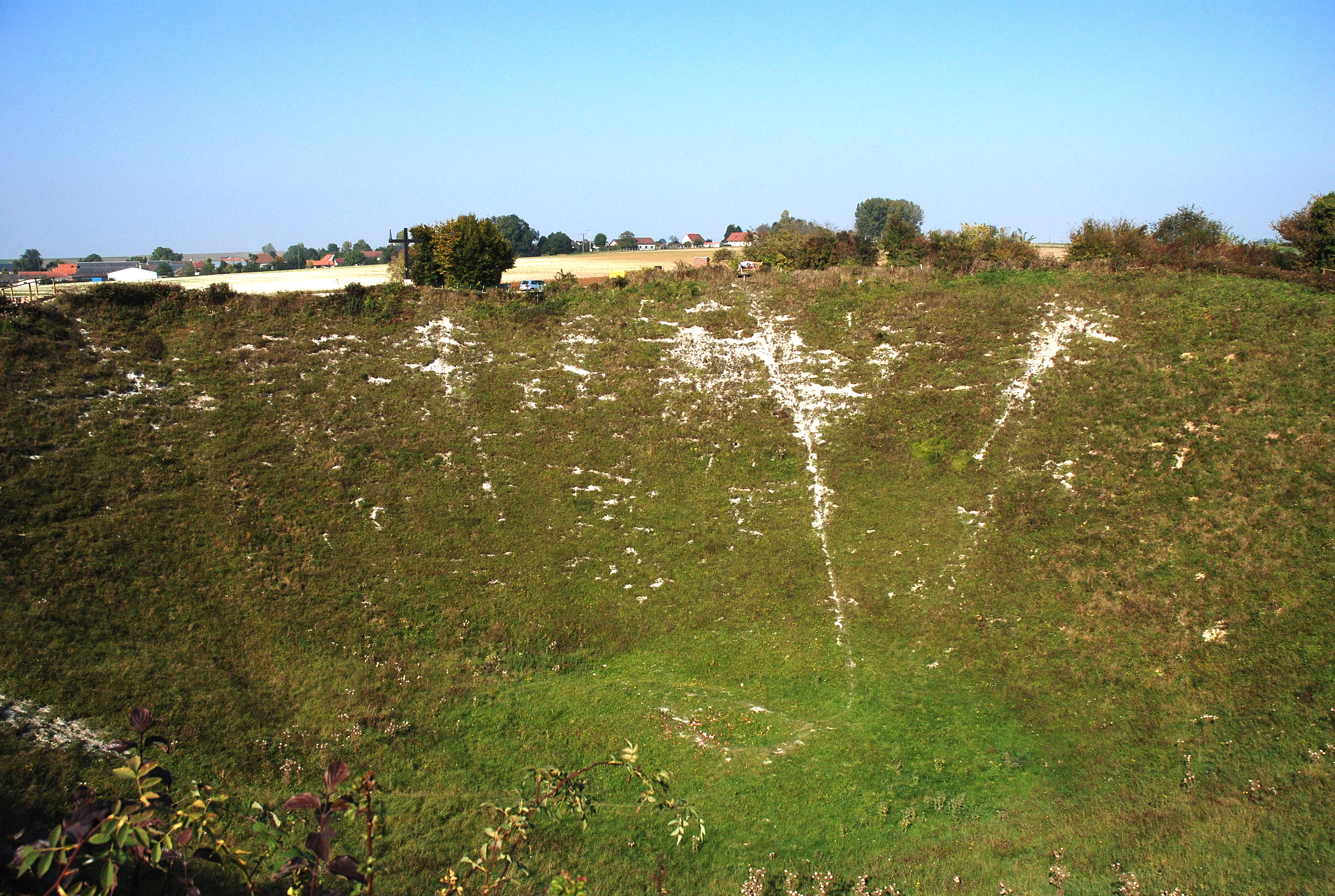
Krater Lochnagar w 2008

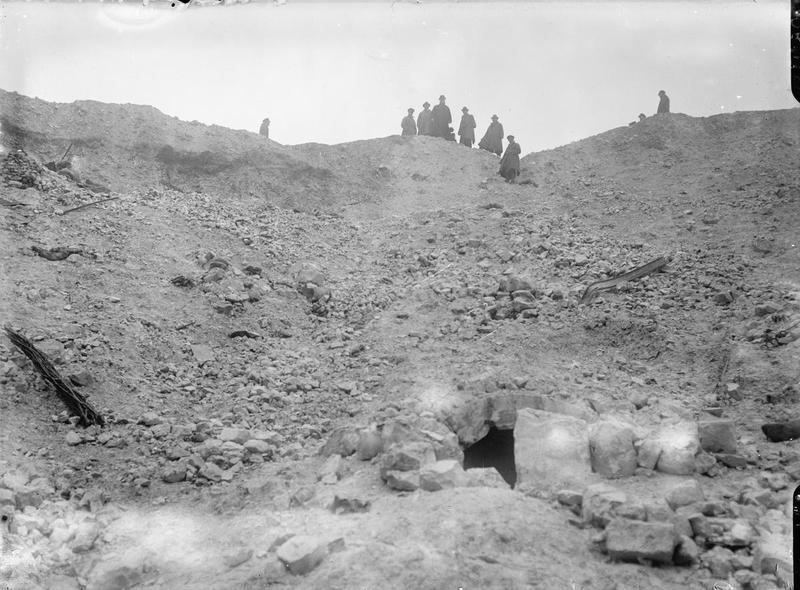
Krater Lochnagar w 1916

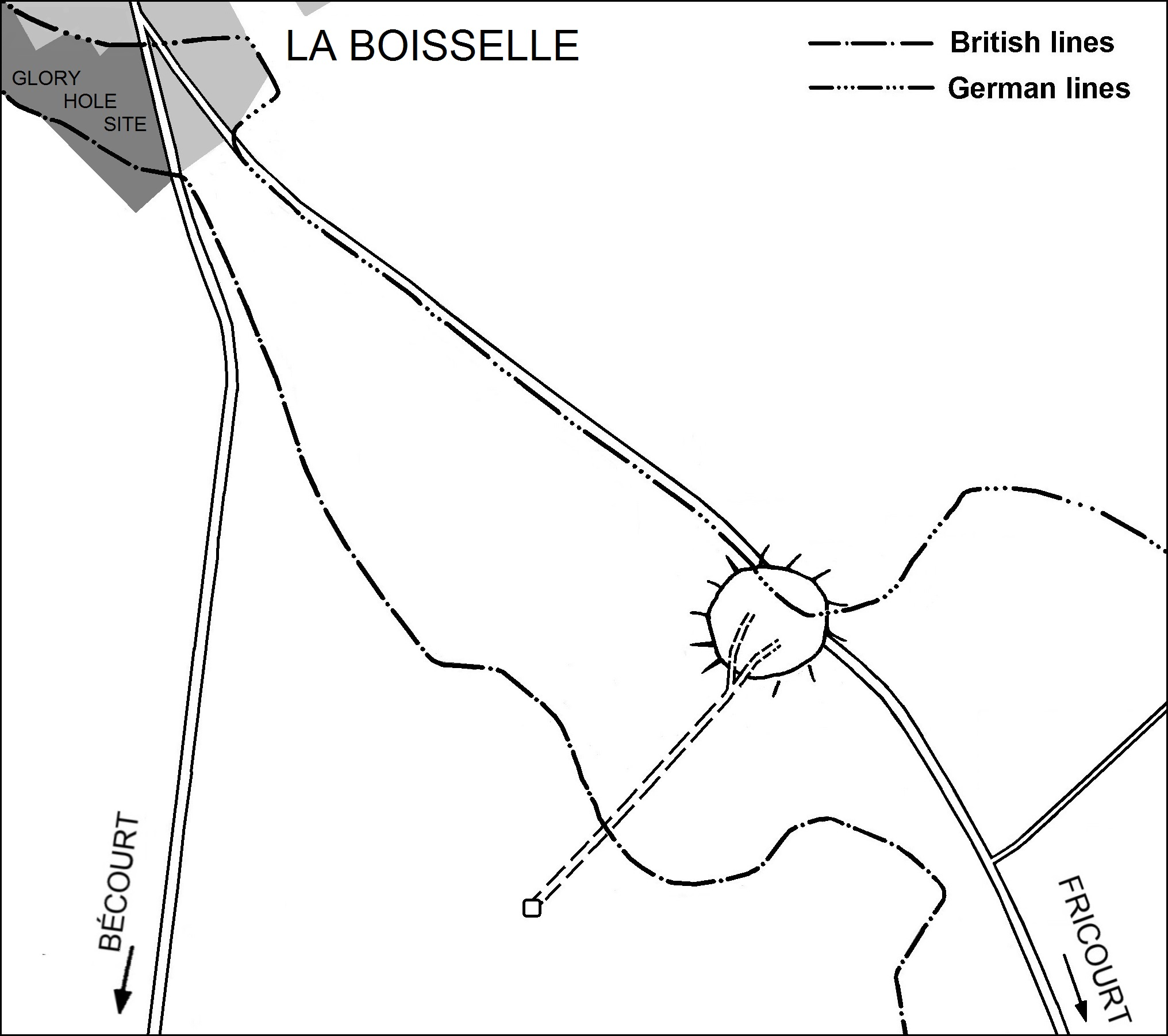
Plan chodnika minowego Lochnagar

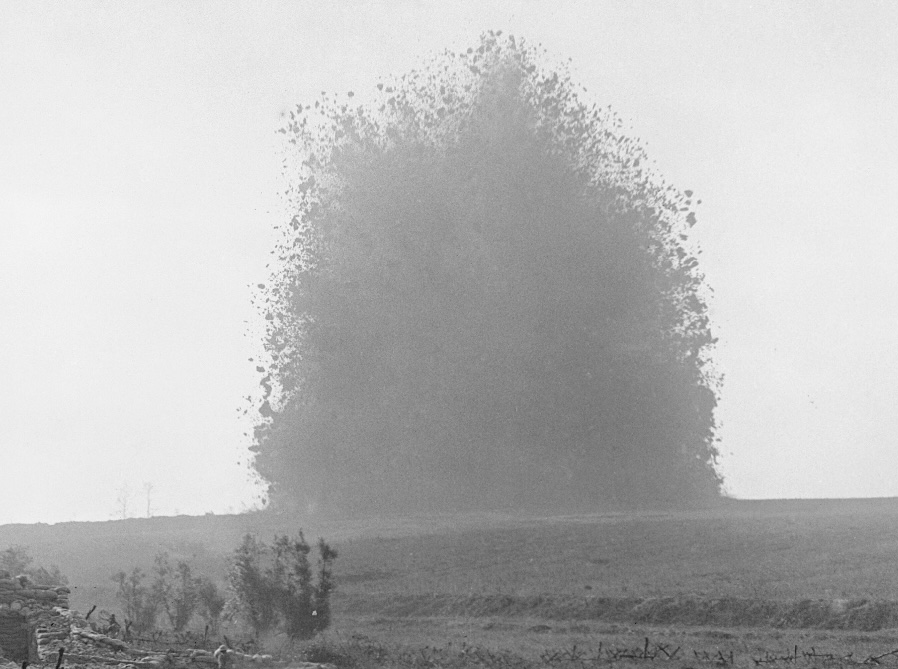
Eksplozja jednej z min nad Sommą, 1 lipca 1916

Krater Lochnagar (fr. Trou de mine de La Boisselle, ang. Lochnagar Crater) – lej, który powstał po wybuchu miny zdetonowanej 1 lipca 1916, pierwszego dnia bitwy nad Sommą. Leży na terenie gminy Ovillers-la-Boisselle we Francji, około 600 metrów na południowy wschód od miejscowości La Boisselle. Obecnie ma 91 metrów średnicy i 21 metrów głębokości. Teren stanowi własność prywatną, na krawędzi krateru umieszczono krzyż i rokrocznie 1 lipca odbywają się tu nabożeństwa odprawiane w intencji poległych żołnierzy. Miejsce to odwiedza 200 tysięcy turystów rocznie i tym samym jest jednym z najczęściej odwiedzanych na froncie zachodnim I wojny światowej.

## Tło historyczne
Armia brytyjska, podczas przygotowań do działań znanych obecnie jako bitwa nad Sommą, przygotowała osiem dużych i jedenaście mniejszych ładunków wybuchowych (min). Umieszczono je w chodnikach minerskich wykopanych pod pozycjami niemieckimi. Prace wykonali żołnierze służący w 179th Tunnelling Company, jednostce inżynieryjnej, specjalizującej się w pracach tego typu. Chodnik Lochnagar miał długość około 300 metrów i pod pozycjami wroga rozgałęział się na głębokości 14 metrów pod powierzchnią. W dwóch komorach minowych umieszczono ładunki amonalu o masie 16 i 11 ton. Była to najsilniejsza mina użyta tego dnia nad Sommą. Jej działanie miała potęgować przygotowana w sąsiedztwie mina o masie 18,4 tony amonalu, oraz dwie mniejsze po 3,6 tony każda.
1 lipca 1916 o godzinie 7:28 zdetonowano ładunki, wybuch był tak potężny, że ziemia uniosła się na wysokość 1200 metrów i odgłos miał być słyszalny w odległym o 250 kilometrów Londynie. Atak minowy okazał się jednak nieskuteczny, wybuchy min nie zdołały załamać obrony niemieckiej. W sektorze, w którym przeprowadzono wybuch Brytyjczycy stracili 6380 oficerów i żołnierzy. Również cała bitwa nad Sommą okazała się pyrrusowym zwycięstwem wojsk ententy. Sam krater stał się śmiertelną pułapką dla atakujących, którzy podczas szturmu zostali w nim uwięzieni przez ostrzał niemieckich karabinów maszynowych. Rannych udało się ewakuować dopiero 3 lipca. 
W 1998 na krawędzi krateru odkryto szczątki 28-letniego żołnierza George’a Nugenta, znaleziono przy nim resztki uzbrojenia i rzeczy osobiste. Była wśród nich brzytwa, dzięki której zidentyfikowano poległego. George Nugent został pochowany z honorami wojskowymi na Ovillers Military Cemetery. Był to ostatni żołnierz, którego ciało odnaleziono w tym rejonie.